# Penitenziagite
Penitenziàgite, abbreviazione in volgare della frase latina poenitentiam àgite ("fate penitenza"), fu il motto del movimento ereticale degli Apostolici fondato da Gherardo Segarelli alla fine del XIII secolo.
La locuzione trae origine dalla Vulgata, ossia la traduzione della Bibbia dal greco e aramaico al latino che San Girolamo eseguì alla fine del IV secolo: nello specifico poenitentiam àgite compare nel Vangelo secondo Matteo, venendo enunciata in due occasioni differenti prima da San Giovanni Battista e poi da Gesù:
(Matteo 3,2; 4,17)
L'espressione fu, in seguito, fatta propria dal discepolo Dolcino da Novara: i dolciniani, infatti, erano soliti pronunciare più volte tale formula, specie all'atto di stracciarsi le vesti nel momento della consacrazione, per proclamare la propria nullatenenza dinnanzi a Dio.
La versione estesa venne ripresa anche nella prima delle 95 tesi affisse sulla porta del castello di Wittenberg da Martin Lutero:
(Martin Lutero)

## Nella tradizione popolare e di massa
Penitenziàgite entrò nella cultura di massa dopo essere comparsa nel romanzo del 1980 Il nome della rosa di Umberto Eco: nella storia la locuzione viene più volte recitata dal frate Salvatore, ex dolciniano affetto da disturbi psichici che si esprime con una commistione di latino e volgare.